# Priscilla Presley
Priscilla Ann Wagner Beaulieu, coniugata Presley (New York, 24 maggio 1945), è un'attrice statunitense.

## Biografia
Il padre biologico, James Wagner, era un pilota deceduto in un incidente aereo quando Priscilla aveva sei mesi. La madre, Anna Lillian Iversen (di origini norvegesi), si sposò poi con un ufficiale della United States Air Force, Paul Beaulieu, che divenne quindi il padre adottivo di Priscilla, con cui andò a vivere in Germania Ovest. Fu nella città tedesca di Wiesbaden che Priscilla nel 1959 conobbe Elvis, all'epoca soldato nell'esercito statunitense. Inizialmente i genitori di Priscilla erano contrari alla relazione fra i due, soprattutto dopo che Elvis divenne abbastanza popolare e data anche la giovane età di Priscilla, che all'epoca aveva solo 14 anni, ma Presley riuscì a convincere gli estremamente riluttanti coniugi Beaulieu a permettere a Priscilla di vivere con suo padre Vernon Presley e la sua nuova moglie in una casa che Elvis aveva acquistato a Heritage Drive, a Memphis.
A diciassette anni Priscilla Beaulieu "lavorò" sulla madre per avere il suo sostegno ma, prima di accettare, il padre, ancora riluttante e protettivo, volò con lei a Los Angeles, dove Elvis stava girando L'idolo di Acapulco. Dopo aver discusso con il cantante le "regole", i due volarono a Memphis dove incontrarono Vernon Presley, presero accordi per l'iscrizione alla Immaculate Conception School e sul fatto che Priscilla avrebbe dovuto vivere nella casa di Vernon Presley. Una volta trasferitasi a Memphis nel 1962, Priscilla Beaulieu racconta che venne introdotta un poco alla volta a Graceland, passando occasionalmente delle notti con Presley all'inizio e, successivamente, trasferendovisi in pianta stabile.

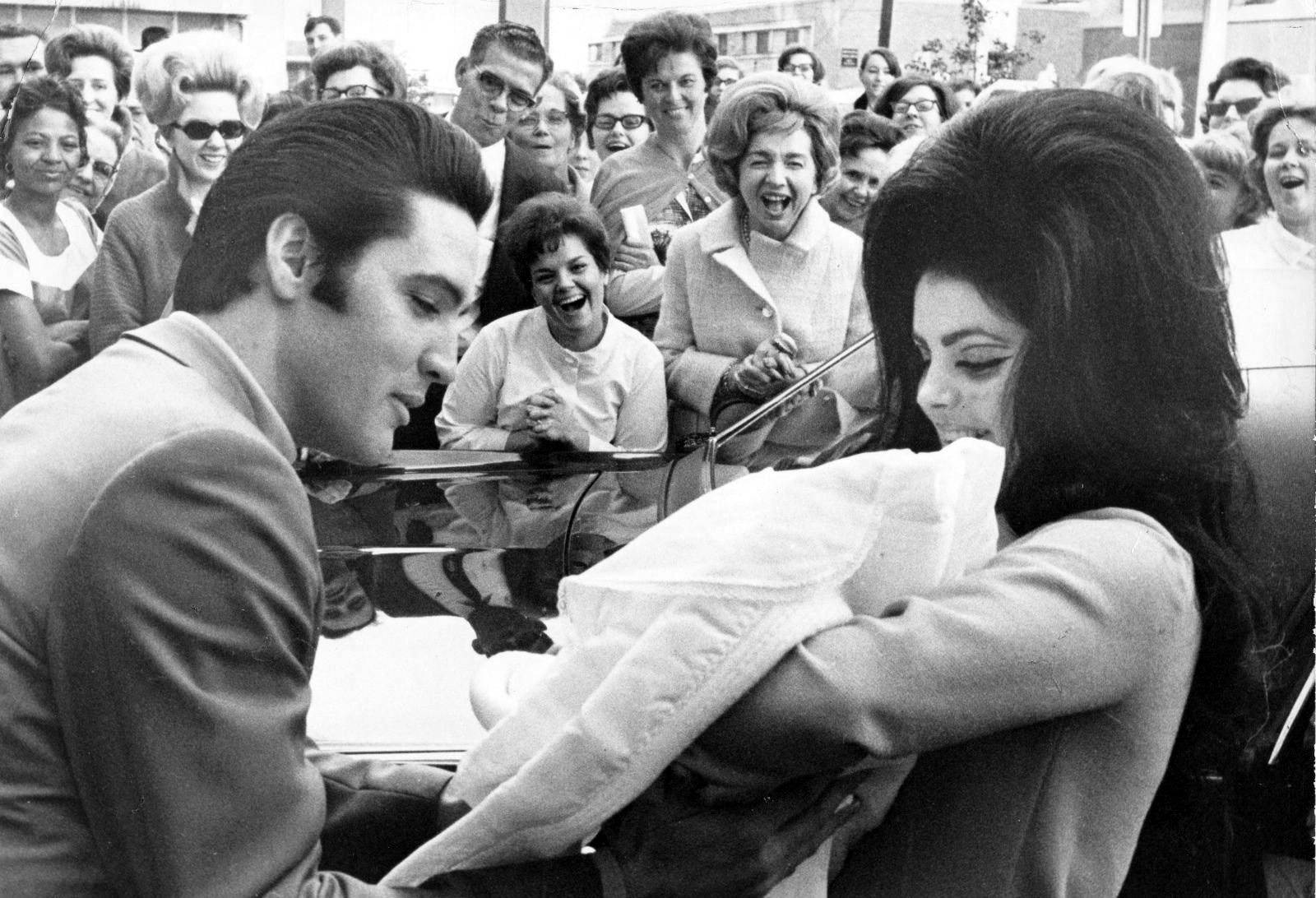
Elvis e Priscilla nel 1968 presentano alla folla la figlia Lisa Marie

Nella sua autobiografia del 1985, Elvis and Me, descrive Presley come un uomo molto appassionato che non aveva un atteggiamento apertamente sessuale nei suoi confronti. Anche se egli avrebbe voluto passare più ore solo con lei nella camera da letto, Priscilla scrive che Elvis non fece mai delle avance nei suoi confronti. Secondo il suo racconto, Elvis le disse che dovevano aspettare fino a quando fossero stati sposati prima di avere rapporti sessuali. Egli disse: "Non sto dicendo che non possiamo fare altre cose. È solo il rapporto vero e proprio. Voglio risparmiarlo". Priscilla aggiunge: "Timorosa di non piacergli - di distruggere la mia immagine come sua ragazzina - mi rassegnai a una lunga attesa. Invece di consumare il nostro amore nella solita maniera, iniziò a insegnarmi altri modi per sedurlo. Avevamo un forte legame, in gran parte sessuale. Insieme creammo alcuni momenti eccitanti e selvaggi".
Lei e Presley si sposarono il 1º maggio 1967, e la loro figlia Lisa Marie nacque nove mesi dopo, il 1º febbraio 1968. Priscilla ed Elvis si separarono nel febbraio del 1972 e divorziarono nell'ottobre del 1973. Priscilla partecipò nel 1977 ai funerali dell'ex marito, morto improvvisamente a Graceland a soli 42 anni.
Come attrice Priscilla Presley fece il suo esordio televisivo nel 1980 nella serie ABC Those Amazing Animals. La fama arrivò partecipando nei panni di Jenna Wade nella soap opera Dallas dal 1983 al 1988, vecchia fiamma di Bobby, interpretato da Patrick Duffy. Dopo Dallas recitò con Leslie Nielsen nella trilogia Una pallottola spuntata.
Dal 1984 al 2006 ha avuto una relazione con lo scrittore e regista italo-americano Marco Garibaldi da cui ha avuto un figlio, Navarone, nato il 1º marzo 1987. Ha anche avuto lunghe relazioni con lo stuntman Mike Stone e con l'attore Michael Edwards. Nonna della modella Riley Keough, dal 2013 è legata al presentatore televisivo Toby Anstis.

## Filmografia parziale

### Attrice

#### Cinema
- Ritorno dall'inferno (Love Is Forever), regia di Hall Bartlett (1982)
- Una pallottola spuntata (The Naked Gun: From the Files of Police Squad!), regia di David Zucker (1988)
- Le avventure di Ford Fairlane (The Adventures of Ford Fairlane), regia di Renny Harlin (1990)
- Una pallottola spuntata 2½ - L'odore della paura (The Naked Gun 2½: The Smell of Fear), regia di David Zucker (1991)
- Una pallottola spuntata 33⅓ - L'insulto finale (The Naked Gun 33⅓: The Final Insult), regia di Peter Segal (1994)
- Una pallottola spuntata (The Naked Gun), regia di Akiva Schaffer (2025) - cameo

#### Televisione
- Professione pericolo (The Fall Guy) – serie TV (1983)
- Dallas – serie TV (1983-1988)
- I racconti della cripta (Tales from the Crypt) – serie TV (1993)
- Il tocco di un angelo (Touched by an Angel) – serie TV (1997)
- Melrose Place – serie TV (1997)
- Breakfast with Einstein – film TV (1998)
- Spin City – serie TV (1999)
- Hayley Wagner – film TV (2000)
- Wedding at Graceland – film TV (2019)

### Doppiatrice
- Agent Elvis (voce) - serie a cartoni animati (2023)

### Produttrice
- Agent Elvis (2023)
- Priscilla, regia di Sofia Coppola (2023)

## Doppiatrici italiane
Nelle versioni in italiano delle opere in cui ha recitato, Priscilla Presley è stata doppiata da:
- Ada Maria Serra Zanetti in Una pallottola spuntata 2½ - L'odore della paura, Una pallottola spuntata 33⅓ - L'insulto finale
- Angiola Baggi in Una pallottola spuntata (1988), Una pallottola spuntata (2025)
- Margherita Sestito in Dallas

## Riconoscimenti
- MTV Movie Awards
  - 1992 – Candidatura per il miglior bacio (condiviso con Leslie Nielsen) per Una pallottola spuntata 2½ - L'odore della paura